# سوفيتيل

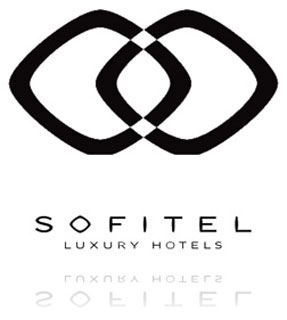

سوفيتيل (بالفرنسية:Sofitel) هي سلسلة فنادق فرنسية فخمة، تديرها مجموعة أكور الفرنسية المتعددة الجنسيات. تطورت سوفيتل بسرعة في جميع أنحاء العالم لتصل إلى أكثر من 200 عقار. في عام 2008 أصبحت سوفيتل علامة تجارية للفنادق الفاخرة فقط وقلصت عدد ممتلكاتها إلى 89 عقار، وأنشأت علامات تجارية جديدة. وبحلول عام 2012 أصبح لدى سوفيتيل 120 عقارًا وتمتلك سوفيتيل الآن 182 فندقا حول العالم في القارات الست.
حاز فندق "Sofitel Chicago Water Tower" في شيكاغو جائزة (الورقة الخضراء)، وذلك لكونه لا يضر بالبيئة.

## التاريخ
افتتح بنك بي إن بي باريبا أول فندق سوفيتيل في ستراسبورغ (فرنسا) في 26 يونيو 1964، وهو سوفيتيل ستراسبورغ غراند إيل، والذي كان أول فندق 5 نجوم في المدينة.

### التطور الدولي
في السبعينيات أصبحت سوفيتل سلسلة فنادق دولية. افتُتح أول فندق سوفيتيل في الولايات المتحدة عام 1975 في مينيابوليس (مينيسوتا). دخلت سوفيتيل سوق الولايات المتحدة بنهج فرنسي للضيافة حيث صناعة خبز الباغيت الفرنسي بالإضافة إلى مجموعة واسعة من النبيذ، وتوفر بيديه في ثلث الغرف، وتوظيف طهاة فرنسيين لإدارة المطابخ. حقق الفندق أرباحًا خلال 18 شهرًا من التشغيل. في عام 1976 افتتحت سوفيتل فندق سوفتيل فلبين بلازا مانيلا وهو أول فندق 5 نجوم في مانيلا، وهو مبنى صممه المهندس المعماري الفلبيني لياندرو لوكسين.
في عام 1980 تم شراء سوفيتيل من قبل أكور وانضمت إلى العلامات التجارية للفنادق التابعة للمجموعة: نوفوتيل، ميركيور، إيبس.
تم افتتاح أول فندق سوفيتيل في كولومبيا عام 1995، وافتتح أول فندق سوفيتيل في اليابان عام 1996. وفي عام 1997 أعلنت المجموعة عن افتتاح فندق سوفيتيل نيويورك، وهو استثمار بقيمة 90 مليون دولار في ويست 44 ستريت بين الجادة الخامسة وشارع الأمريكتين (بجوار نادي يخوت نيويورك).
في أوائل العقد الأول من القرن الحادي والعشرين قامت سوفيتل بتنفيذ خطة توسع كبرى في آسيا تستهدف المنتجعات الشاطئية في تايلاند والصين وإندونيسيا. كما افتتحت سوفيتيل فرع سوفيتيل طوكيو، وسوفيتيل سانت جيمس لندن، وسوفيتيل شيكاغو ووتر تاور، وسوفيتيل لافاييت سكوير واشنطن العاصمة، وسوفيتيل مراكش، وسوفيتيل سيلوم بانكوك، وسوفيتيل مونتريال، وسوفيتيل بوينس آيرس. بين عامي 2003 و 2004 افتتحت سوفيتيل 14 موقعًا بما في ذلك سوفيتيل كانكون أول فندق لها في المكسيك، و 7 مواقع جديدة في آسيا. بحلول عام 2010 كان لدى سوفيتيل أكثر من 20 عقارًا في الصين.

### إستراتيجية الرفاهية والأصول الخفيفة
في عام 2005 قررت أكور نورث أمريكا تطبيق نموذج مشروع مشترك على ملكية 6 من 11 عقارًا في سوفيتيل في أمريكا الشمالية لتطوير فرص نمو جديدة. ثم في عام 2007 خضعت العلامة التجارية لإصلاح شامل. تم تخفيض عدد الفنادق بنسبة 50٪ وتم تطوير عرض راقٍ حول علامة سوفيتيل التجارية مستوحى من فن الحياة الفرنسي. تبنت سوفيتيل إستراتيجية خفيفة الأصول (ملكية أقل في العقارات) لجلب المزيد من التركيز على إدارة الفنادق والخدمات المتعلقة بها.
بين عامي 2009 و 2012 تمت إضافة 30 عقارًا جديدًا إلى محفظة سوفيتل لتصل إلى 120 عقارًا في عام 2012: فندق كاراسكو في مونتيفيديو أول فندق لها في أوروغواي، وفندق سوفيتيل ليجيند متروبول هانوي في فيتنام. سوفيتيل فيينا ستيفانسدوم 182 غرفة صممه المهندس المعماري الفرنسي جان نوفيل (2010) ؛ جراند أمستردام (2011). بحلول عام 2013 أدارت سوفيتل 8 عقارات في الشرق الأوسط مع خطط لمزيد من التوسع. تم افتتاح دبي داون تاون في عام 2014، وسوفيتيل جدة في عام 2015. افتتح كل من منتجع وسبا سوفيتيل دبي بالم ومنتجع سوفيتيل بالي نوسا دوا في عام 2013 مع خطط لتطوير شبكة منتجعات سوفيتيل في الشرق الأوسط وأفريقيا. في يونيو 2017 أعلنت سوفيتيل عن تشييد أعلى عقاراتها حتى الآن في الشرق الأوسط سوفيتيل دبي وافي.
عملت سوفيتيل مع مصممي الأزياء لإنشاء فنادق سو سوفيتيل الفنية، حيث عملت مع كنزو تاكادا في سوفيتيل سو موريشيوس، وكريستيان لاكروا في سوفيتيل سو بانكوك، وكارل لاغرفيلد في سوفيتيل سو سنغافورة، وبولبات أسافابرافا لفندق سوفيتيل سو هوا هين.

## منتجات سوفيتيل الأخرى
في يوليو 2009 أطلقت سوفيتل مفهوم «سو سبا باي سوفتيل» (So SPA by Sofitel) في فندق ساينت جيمس في لندن وفي سوفيتيل مرسيليا فيو بورت لذا بدأ تطوير سبا في آسيا في عام 2013.
في ديسمبر 2014 خلال المهرجان الدولي للفيلم بمراكش أطلقت سوفيتل النسخة الأولى من لانوي من سوفيتيل، وهي الحفلات المتكررة التي تنظمها سوفيتيل حول الأحداث العصرية البارزة في جميع أنحاء العالم.

## الأنشطة

### الوصف
فنادق ومنتجعات سوفيتل هي علامة تجارية لسلسلة فنادق فاخرة لها عقارات في المدن الكبيرة بشكل رئيسي. يقع المقر الرئيسي لشركة سوفيتل في باريس فرنسا. وهي جزء من مجموعة أكور هوتيلز للعلامات التجارية الفاخرة، والتي تشمل أيضًا رافلز، وفيرمونت، وبولمان، وإمغاليري، وسويسوتيل.
تمتلك فنادق ومنتجعات سوفيتل علامتين تجاريتين شقيقتين وتديرهما وهما سوفيتيل ليجند وسو سوفيتل.

### الخدمات
فنادق ومنتجعات سوفيتيل تمتلك وتدير العلامات التجارية المتعلقة بها بالفنادق الموزعة في أماكنها:
- تبيع متاجر سو بوتيك الفندقية المنتجات الموجودة في مواقع سوفيتيل.[24]
- لا نوي من سوفيتيل هي حفلات متكررة تنظمها سوفيتيل وتحدث في جميع أنحاء العالم حول الأحداث العصرية البارزة.[22]

## التنمية المستدامة
كعضو في مجموعة أكور هوتيلز طبقت فنادق ومنتجعات سوفيتيل سياسات التنمية المستدامة التي وضعتها المجموعة. في أبريل 2016 أعلنت أكور هوتيلز أن 1000 من فنادقها بما في ذلك فنادق سوفيتيل حاجتها في الحال لوزن وتسجيل جميع الأطعمة التي يتم التخلص منها لتقليل هدر الطعام. تقلص عدد العناصر في القوائم إلى 10-20، ويجب أن تستخدم تلك الدورات المنتجات المحلية الموسمية قدر الإمكان. كما خططت المجموعة لافتتاح 1000 حديقة نباتية ضمن ممتلكاتها بما في ذلك عقارات سوفيتيل بحلول عام 2020. في إتيربيك يتم إنتاج العسل الذي تقدمه سوفيتيل على سطح المبنى بواسطة مربي نحل متخصص.

## المواقع
- بيروت لو غبريال، لبنان
- الجزائر، الجزائر
- واغادوغو، بوركينا فاسو
- أبيدجان، ساحل العاج
- الإسكندرية، مصر
- أسوان، مصر(فندق سوفتيل أولد كتراكت)
- القاهرة، مصر
- الجيزة مصر
- الغردقة، مصر
- الأقصر، مصر (3 فنادق)
- شرم الشيخ، مصر
- طابا، مصر
- باماكو، مالي
- فليك إي فلاك، موريشيوس
- الدار البيضاء، المغرب
- أغادير، المغرب
- الجديدة، المغرب
- الصويرة، المغرب
- فاس، المغرب
- مراكش، المغرب
- الرباط، المغرب
- تطوان، المغرب
- تعز، اليمن
- لاغوس، نيجيريا
- داكار، السنغال
- الحمامات، تونس
- حومة السوق، تونس
- توزر، تونس
- الخبر، السعودية
- أمستردام، هولندا (سوفتيل ليجند ذا جراند)
- بانكوك، تايلاند (سو سوفتيل بانكوك)
- فرانكفورت، ألمانيا (سوفتيل فرانكفورت أوبرا)
- لوس أنجلوس، الولايات المتحدة (سوفتيل لوس أنجلوس بيفرلي هليث)

## وصلات خارجية
- موقع سوفيتيل الرسمي